# Подсолнечное масло

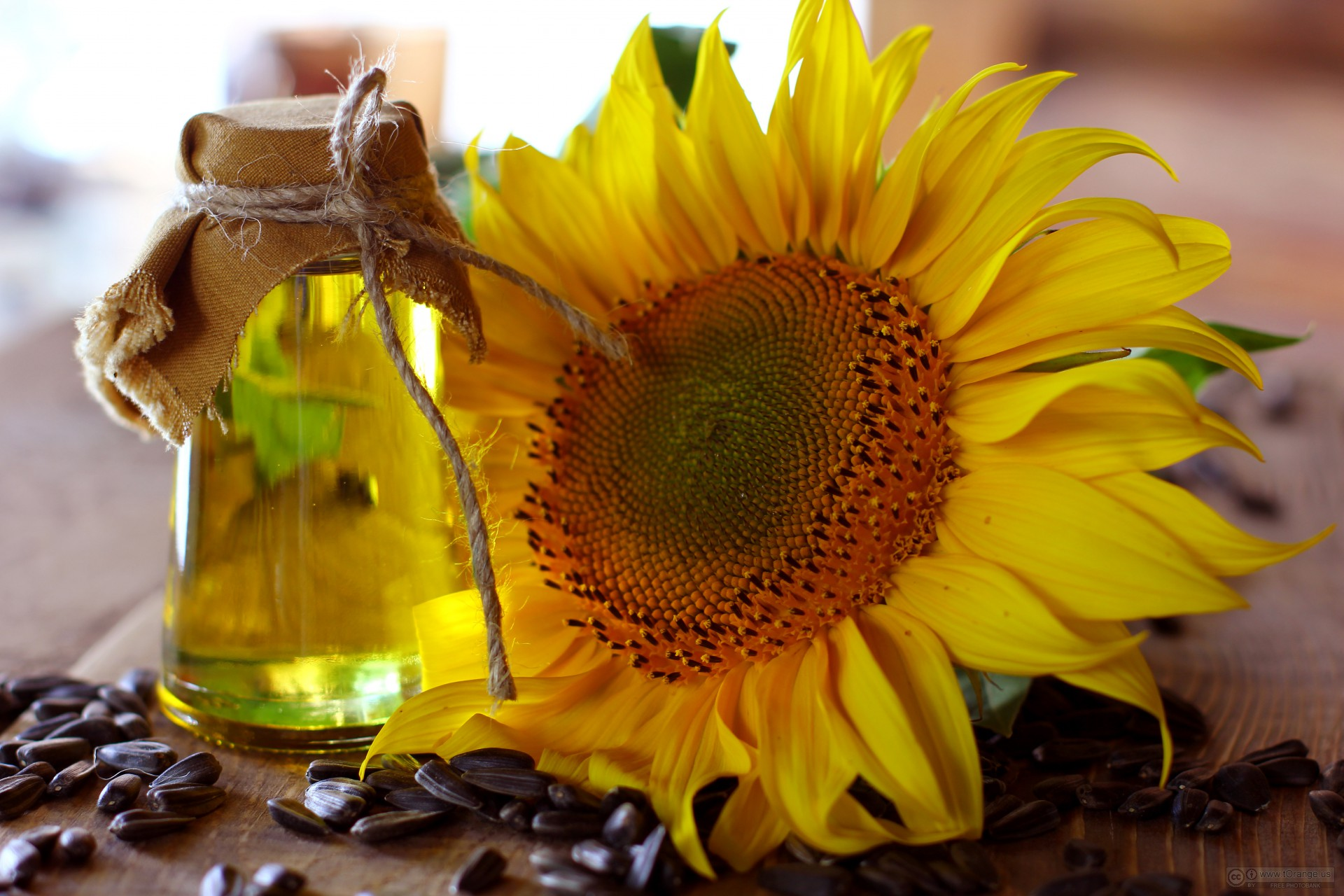
Подсолнечное масло нерафинированное

Подсо́лнечное ма́сло — растительное масло, получаемое из семян масличных сортов подсолнечника масличного. Наиболее распространённый вид растительного масла в России и на Украине, которые лидируют по его производству в мире.

## История
Родиной подсолнечника считается юг Северной Америки, где он был одомашнен приблизительно 4—5 тыс. лет назад. Хопи и другие местные народы использовали семена и получаемое из них масло в пищу, маслом также смазывали волосы и тело, из лузги и «лепестков» получали краску, некоторым частям растения находили медицинское и ритуальное применение. В 1510 году подсолнечник был вывезен в Испанию и быстро распространился по европейским садам как декоративное и лекарственное растение, а в петровское время добрался и до России. Попытки использовать подсолнечник однолетний как масличную культуру делались по крайней мере с начала XVIII века: так, в 1716 году в Англии был выдан Артуру Буньяну патент на выдавливание из его семян «хорошего сладкого масла, полезного всем лицам, занятым в производстве шерсти, художникам, кожевникам и т. д.» Есть также сведения о его разведении в этом качестве во Франции, однако там оно постепенно угасло. В 1771 году И. И. Лепёхин указал, что «семяна [подсолнечника] дают изрядное масло, коего преимущество в Сардинии весьма известно». В 1779 году в журнале «Академические известия» среди сообщений о трудах «учёного Филадельфского общества» за 1769—1770 гг. было кратко упомянуто и о возможности получать масло «обыкновенным образом» из семян подсолнечника.
Хотя подсолнечник постепенно распространялся на юге России как огородная культура, его промышленная переработка на масло началась только во второй четверти XIX века. В 1827 году некто Тевес открыл маслобойный завод в Нижегородской губернии, но впоследствии о нём ничего не сообщалось. В 1829 году крестьянин из Воронежской губернии Даниил Бокарев обратил внимание на сходство семян по вкусу с кедровыми орешками, из которых тогда уже добывалось масло, посеял их у себя в слободе Алексеевке и вскоре получил на кустарном прессе первое масло, оказавшееся чистым и вкусным. Односельчане сразу переняли у Бокарева инициативу и начали сами выращивать и перерабатывать подсолнечник. Уже в 1841 году на экспорт было отправлено более 2000 пудов подсолнечного масла, а общий объём производства в Алексеевке к середине 1840-х достиг 30 тыс. пудов (около 500 тонн). Культура подсолнечника быстро распространилась на соседние уезды, а также на Саратовскую губернию. Кроме как в пищу, масло использовалось для освещения и для окраски тканей. В середине 1860-х гг. только Воронежская губерния производила в год до 920 тыс. пудов подсолнечного масла (15 тыс. тонн), Саратовская — ещё 300 тыс. пудов.
В конце 1860-х гг. производство подсолнечного масла резко упало из-за массового поражения растений ржавчинным грибком Puccinia helianthi. Посевные площади сокращались, заводы закрывались. В 1873 году М. С. Воронин предложил эффективные меры по борьбе с ржавчиной, что помогло постепенно восстановить производство масла, но «доржавчинного» уровня до конца XIX века достичь не удавалось. Затем были выведены устойчивые к ржавчине и насекомым сорта, и производство резко пошло вверх: в 1913 году в России было выработано 11 млн пудов (180 тыс. тонн) подсолнечного масла. В 1912 году В. С. Пустовойт организовал в Кубанской области опытно-селекционное поле «Круглик», в 1932 году превращённое во ВНИИ масличных культур. Другие селекционные центры появились в Саратове и Харькове. Были выведены такие популярные в середине XX века сорта подсолнечника, как «Передовик», «ВНИИМК 8931», «Ждановский 8281» и другие. Содержание масла в семенах повысилось с 28—33% до 42—44%. Одной из наиболее насущных проблем селекции в то время стала устойчивость к заразихе.
С ростом популярности подсолнечного масла культура подсолнечника начала распространяться и в других странах. Так, в 1875 году он был интродуцирован иммигрантами-меннонитами в Канаду, хотя в заметных масштабах стал выращиваться там лишь в середине XX века; вскоре проник в США, но долгое время использовался как кормовое растение. В 1890-х годах еврейские иммигранты из Российской империи завезли подсолнечник в Аргентину, но и там экономическое значение масла было признано только в 1941 году. Тем не менее за последнюю четверть XX века благодаря расширению посевных площадей и интенсивной разработке гибридов, а также в связи с экономическим спадом в бывшем СССР Аргентина вышла на первое место в мире по его производству и экспорту. В США распространение подсолнечника в 1960-х годах было во многом связано с ростом производства синтетических тканей, который привёл к падению спроса на хлопок и, следовательно, предложения хлопкового семени.
Новым этапом в совершенствовании культуры подсолнечника стала разработка гетерозисных гибридов F1, отличающихся повышенной урожайностью. Ключевым фактором, проложившим гибридам подсолнечника путь на широкий рынок, стало открытие у него П. Леклерком цитоплазматической мужской стерильности, сделанное в 1969 году, и обнаружение соответствующего гена восстановления фертильности.
В 2018 году подсолнечное масло занимало четвёртое место на мировом рынке растительных масел с долей 9,2%, вслед за пальмовым, соевым и рапсовым. При этом общемировое потребление растительных масел только с 2001 по 2019 годы выросло более чем в три раза.

## Свойства
Сырое подсолнечное масло имеет приятные запах и вкус. Плотность при 10 °C 920—927 кг/м3, температура застывания от −16 до −19 °C, Температура вспышки в закрытом тигле — не ниже 180 °C, точка температуры дымления 232 °C, кинематическая вязкость при 20 °C — 60,6⋅10−6 м2/с, однако не является ньютоновской жидкостью (число Деборы около 0,5). Йодное число 119—136, гидроксильное число 2—10,6.
Масло подсолнечное сырое нерафинированное бывает следующих типов (по способу экстракции):
- прессовое (масло холодного отжима) - допускается лишь отжим и прессование в процессе экстракции
- прессовое (масло прямого отжима) - допускается отжим, прессование и нагрев
- экстракционное - дополнительно допускается применение растворителей

Данные масла производят на маслоэкстракционных заводах (МЭЗах) и заводах растительных масел (ЗРМ).
Подсолнечное масло относится к полувысыхающим растительным маслам. При воздействии кислорода воздуха в тонком слое оно образует при комнатной температуре мягкую липкую плёнку.

## Мировое производство
В 2014 году суммарное производство подсолнечного масла в мире составило 15,8 миллионов тонн. Крупнейшими производителями этого продукта являются Украина и Россия, на долю которых приходится 53 % всего мирового производства.

### Мировой объем производства подсолнечного масла
- Сезон 2014/15 - 14,97 млн.т;
- сезон 2015/16 - 15,47 млн.т;
- сезон 2016/17 - 18,30 млн.т;
- сезон 2017/18 - 18,58 млн.т;
- сезон 2018/19 - 19,60 млн.т;
- сезон 2019/20 - 21,14 млн.т;
- сезон 2020/21 - 18,96 млн.т;
- сезон 2021/22 - 19,62 млн.т;
- сезон 2022/23 - 21,64 млн.т., предварительно;
- сезон 2023/24 - 21,66 млн.т., предварительно.[22]

| Сезон | Масса, тыс.т |
| ----- | ------------ |
| 2018  | 4643         |
| 2019  | 5418         |
| 2020  | 6024         |
| 2021  | 5249         |
| 2022  | 6095         |

По итогам 2019 года производство подсолнечного масла в России составило уже 7,9 миллиона тонн, более трети продукции было направлено на экспорт, который составил 3,1 миллиона тонн и оценивался в 2,21 миллиарда долларов США .
| Украина   | 4400 |
| Россия    | 4060 |
| Аргентина | 932  |
| Турция    | 722  |
| Франция   | 633  |
| Венгрия   | 566  |
| Испания   | 504  |
| Румыния   | 455  |
| Болгария  | 318  |
| Китай     | 300  |

## Технология производства
Источник получения масла — семя подсолнечника. Как правило, маслоэкстракционные заводы работают с применением следующей технологии производства:
1. В рушально-веечном отделении происходит очистка семян от сора, обрушивание, отделение ядра от лузги.
2. В вальцевом отделении из ядра путём пропуска последнего через вальцы получают мятку и транспортируют её в прессовое отделение.
3. В прессовом отделении мятка, пройдя тепловую обработку в жаровнях, поступает в прессы, где происходит отжим прессового масла. Прессовое масло направляется на хранение и отстой, а получаемая масса (с высоким остаточным содержанием масла — до 22 %), именуемая мезга, подаётся в маслоэкстракционный цех. Если мезга отжимается до остаточного содержания масла 8—9 %, данный продукт называют жмыхом. По некоторым технологиям в маслоэкстракционном цехе мятку с помощью транспортера направляют в жаровню, где его подвергают тепловой обработке — тостированию. Но, как правило, после прессового отжима мезга сразу поступает в экстрактор.
4. Экстрагирование масла из оставшегося после пресса жмыха производится в специальном аппарате — экстракторе — при помощи органических растворителей (чаще всего экстракционных бензинов — НЕФРАСов). В результате получается раствор масла в растворителе (так называемая мисцелла) и обезжиренный твёрдый остаток, смоченный растворителем (шрот). Из мисцеллы, шрота и растворителя производится экстрагирование масла (отгонка) в экстракторе.
5. После экстракционного и прессового цехов полученный продукт отправляют на последующую очистку или рафинацию, очистку масла от сопутствующих органических примесей. К методам последней относят:
  - отстаивание
  - центрифугирование
  - фильтрацию
  - сернокислую и щелочную рафинацию
  - гидратацию
  - отбеливание
  - дезодорацию
  - вымораживание (охлаждение масла до 10—12 С° с целью формирования кристаллов воска, которые затем отфильтровывают)

Из жмыха подсолнечника получают ценный шрот. Шрот подсолнечника является высокобелковым кормовым продуктом и входит в рацион питания для скота, птицы и рыбы. Содержание в нём сырого белка (не мокрого, а именно сырого) (в пересчёте на абсолютно сухое вещество) составляет 30—41 % и сильно зависит от степени подработки и очистки мятки, а также классности поступающего на производство сырья.

## Состав
Содержание жирных кислот в подсолнечном масле (в %): стеариновая 1,6—4,6, пальмитиновая 3,5—6,4, миристиновая до 0,1, арахиновая 0,7—0,9, олеиновая 24—40, линолевая 46—62, линоленовая до 1. Средняя молекулярная масса жирных кислот 275—286. Из полиненасыщенных жирных кислот в подсолнечном масле содержится всего лишь 1 % кислот «омега-3», а преобладают Омега-6-ненасыщенные жирные кислоты.
Содержание фосфорсодержащих веществ, токоферол, восков, влаги, летучих веществ, не жировых примесей, величина цветного числа, прозрачности, перекисного числа, температура вспышки, а также сорт — зависят от способа отжима и последующей обработки масла, изменяясь в широких пределах. Например, содержание важного антиоксиданта α-токоферола (витамина E) может быть в прессовом нерафинированном масле в пределах от 46 до 60 мг% (от 46 до 60 мг на 100 г масла). Масло, полученное методом экстракции, проходит операцию удаления растворителя острым паром температурой 180—230 °C, что может значительно снижать содержание в нём альфа-токоферола. Тем не менее, по сравнению с другими масличными растениями — содержание α-токоферола в подсолнечном нерафинированном масле одно из самых высоких. Например, в оливковом масле любых технологий изготовления всех токоферолов содержится не более 5 мг%.
В России состав подсолнечного масла определялся техническим регламентом ГОСТ Р 52465-2005 (раздел 5 (недоступная ссылка)), а с 2015 года качественные показатели масла определяются техническим регламентом ЕАС ТР ТС 024/2011 на масложировую продукцию и ГОСТ 1129—2013.
Как и все растительные продукты, подсолнечное масло не может содержать холестерин, в нём его аналог — фитостерин, присутствующий в крайне низких количествах.

## Применение
Подсолнечное масло — одно из важнейших растительных масел на территории бывшего СССР, имеющее большое народно-хозяйственное значение. В кулинарии применяется для жарки и для заправки салатов. Из него производят маргарин и кулинарные жиры (путём гидрирования). Подсолнечное масло применяется при изготовлении консервов, а также в мыловарении и лакокрасочной промышленности. Подсолнечное масло входит в состав различных мазей. Нередко используется для смазки подшипников качения, прецизионных втулок. Подсолнечное масло возможно использовать для заправки керосиновых ламп. Подсолнечное масло имеет хорошие диэлектрические свойства благодаря низкому содержанию воды, известны примеры использования подсолнечного масла для изоляции трансформаторов и умножителей с выходным напряжением более 100 кВ. Находит также ограниченное применение в качестве дизельного топлива.
Не начатая бутылка растительного масла сохраняет свои свойства в течение 1,5 – 2 лет.